# Jane Fondová
Jane Fondová (nepřechýleně Jane Fonda, rodným jménem Jane Seymour Fonda; * 21. prosince 1937, New York) je americká herečka, spisovatelka, politická aktivistka, modelka, cvičitelka a filmová producentka, která obdržela dva Oscary za nejlepší ženský výkon v hlavní roli za snímky Klute a Návrat domů. Slavnou se stala v šedesátých letech 20. století, kdy hrála ve filmech jako Barbarella a Dívka ze Západu a vrcholu své herecké kariéry dosáhla v 70. a 80. letech, kdy kromě dvou Oscarů získala i mnoho dalších filmových ocenění. V letech 1982–1995 produkovala také různé, převážně televizní záznamy a v roce 1991 oznámila ukončení herecké dráhy. Na filmová plátna se vrátila až roku 2005 ve filmu Příšerná tchyně a v showbyznysu působí dodnes.
Během šedesátých let se Jane Fondová stala také aktivistkou a začala podporovat mnoho organizací a hnutí za lidská práva; rovněž začala otevřeně vystupovat proti Válce ve Vietnamu, do které Spojené státy vstoupily v roce 1964 na straně Jižního Vietnamu. Během 60. let se spoustou ostatních celebrit také podporovala okupaci ostrova Alcatraz domorodým obyvatelstvem, která měla upozornit na selhání vlády v otázce práva na suverenitu domorodých Američanů a počátkem 70. let též podpořila levicovou politickou organizaci Black Panther Party a začala se angažovat i ve feministickém hnutí za práva žen. V roce 1984 založila společně s Barbrou Streisandovou a deseti dalšími ženami Hollywoodský ženský politický výbor (HWPC), ze kterého se později stala součást hnutí Nová levice a v roce 1986 pomohl proměnit americký senát v demokratický. V roce 1992 bylo díky kampani HWPC zvoleno do amerického kongresu nejvíce žen, avšak po politických neúspěších v následujících letech, výbor v roce 1997 zanikl. Od počátku 21. století se začala zajímat také o ochranu přírody a i nyní často vystupuje na demonstracích a snaží se upozorňovat na změny klimatu.

## Mládí a vzdělání
Jane Fondová se narodila 21. prosince 1937 v New Yorku jako dcera slavného amerického herce Henryho Fondy a jeho kanadské ženy Frances Ford Seymourové. Její rodiče měli anglické, francouzské i skotské předky a díky aristokratickému původu její matky byla oslovována jako „Lady Fonda“. Měla mladšího bratra Petera Fondu, který se později stal také hercem, a nevlastní sestru Frances de Villers z matčiny strany. V roce 1950, kdy bylo Jane 12 let, její matka spáchala při léčbě v psychiatrické léčebně sebevraždu a o rok později se její otec znovu oženil, s bývalou divadelní producentkou a textařkou Susan Blanchardovou.
Jane Fondová vyrůstala v New Yorku a od patnácti let začala docházet na hodiny tance. Později navštěvovala přípravné školy Greenwichskou akademii (Greenwich Academy) v Greenwichi a školu Emmy Willardové v Troyi, po kterých nastoupila na soukromou vysokou školu Vassar College v Poughkeepsie. Během studia začala působit jako modelka a dvakrát se objevila i na obálce módního časopisu Vogue. V roce 1954 se po charitativním vystoupení v divadle Omaha Community Playhouse, kde vystoupila se svým otcem, začala zajímat o umění a po dokončení studia na Vassar College odcestovala do Paříže studovat umění. Po návratu do Spojených států se v roce 1958 setkala s hercem a režisérem Leem Strasbergem, který s ní navštívil divadelní školu Actors' Studio a řekl jí, že má na herectví talent. Jane Fondová byla nadšená a tehdy se údajně rozhodla, že se stane herečkou.

## Herecká kariéra

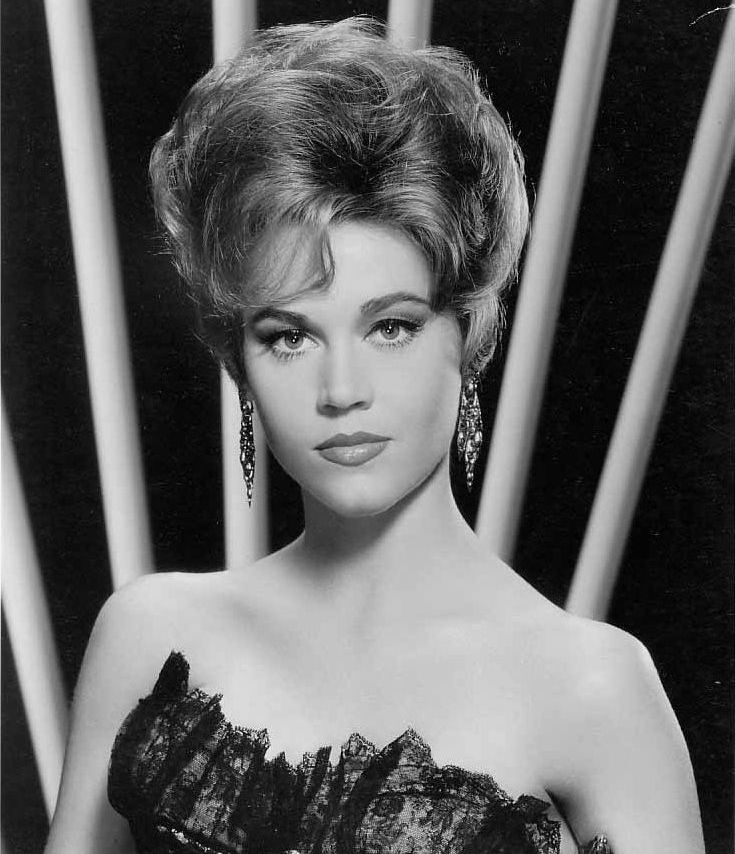
Jane Fondová v roce 1963

### Začátky v 60. letech
Jane Fondová začala hrát v divadle již na konci 50. let a svou filmovou kariéru zahájila v roce 1960 sportovní komedií Tall Story. Ve stejnojmenné hře účinkovala i na Broadwayi a ve filmu se objevila též jako vysokoškolská roztleskávačka. Po jednom televizním filmu v roce 1961 se pustila do natáčení dramat Period of Adjustment a Na kruté stezce života (oba 1962), přičemž za Na kruté stezce života získala Zlatý glóbus pro nejlepší novou herečku roku. V roce 1963 se objevila v romantické komedii Sunday in New York a tentokrát ji deník Newsday nazval „nejkrásnější a nejnadanější herečkou ze všech nováčků“. Měla však také své odpůrce a ve stejném roce ji v magazínu The Harvard Lampoon označili pro změnu za „nejhorší herečku roku“. V roce 1964 se kvůli natáčení snímků Kočky a La Ronde přesunula do Francie. V dramatu La Ronde se objevila dokonce nahá, čímž se stala jednou z prvních amerických hereček, které se objevily nahé v zahraničním filmu. Téhož roku jí byla nabídnuta i role ve filmu Doktor Živago, kterou však odmítla, jelikož nechtěla natáčením strávit devět měsíců.
Průlom v její kariéře přišel s westernem Dívka ze Západu (1965), který obdržel pět nominací na Oscara a stal se jedním z deseti nejvýdělečnějších filmů roku. Jane Fondovou tak zařadil mezi užší hollywoodskou elitu. O rok později se objevila v krimi thrilleru Štvanice (1966) s Marlonem Brandem a Robertem Redfordem, za který získala několik kladných recenzí, a následně odcestovala opět do Francie, kde natočila drama La Curée (1966). Díky tomuto snímku se v témže roce poprvé objevila i v časopisu Playboy, kde byly použity její odhalené fotografie z natáčení. Jane Fondová však časopis ihned zažalovala, jelikož fotografie byly zveřejněny bez jejího souhlasu. V roce 1966 si dále zahrála v komedii Každou středu a v roce 1967 v další úspěšné romantické komedii Bosé nohy v parku.
V roce 1968 poprvé hrála ve sci-fi filmu Barbarella (1968), který upevnil její postavení sexuálního symbolu. O rok později si však výkonem v psychologickém dramatu Koně se také střílejí vysloužila i uznání kritiků. Časopis Variety její výkon komentoval: „Fondová jako neúnavná, cynická smolařka z Dust Bowl podává dramatický výkon, který filmu dodává osobitost a strhující emocionální sílu.“ Významná kritička Pauline Kaelová ji ve své recenzi v magazínu The New Yorker přirovnala ke slavným herečkám Audrey Hepburnové a Bette Davisové, jelikož jako slavný sexsymbol nezanevřela na herecky náročné role. Fondová za své výkony získala cenu Kruhu newyorských filmových kritiků (New York Film Critics Circle Award) a byla nominována na Oscara pro nejlepší herečku v hlavní roli.

### Vrchol kariéry v 70. a 80. letech

Jane Fondová jako pin-up modelka v roce 1967

Sedmdesátá léta se stala pro Jane Fondovou jejím nejuznávanějším hereckým obdobím a její herecká kariéra dosáhla vrcholu. V několika případech se však kariéra střetávala s její aktivistickou činností. V roce 1971 přesto vyhrála svou první Cenu Akademie pro nejlepší herečku v hlavní roli za psychologický thriller Klute, v němž ztvárnila prostitutku Bree Danielsovou. Kromě svého prvního Oscara získala také Zlatý glóbus, další cenu Kruhu newyorských filmových kritiků i cenu Národní společnosti filmových kritiků. Během první poloviny 70. let již nezaznamenala podobně velký úspěch, ale zahrála si například ve filmech Tout va bien (1972), Nora (1973) či Steelyard Blues (1973), které jí pomohly navrátit status hollywoodské hvězdy. Kvůli aktivismu však svou kariéru podstatně omezovala. Jejím velkým comebackovým snímkem se stala komedie Legrace s Dickem a Jane (1977), za který opět obdržela spoustu pochvalných recenzí. Na snímek Legrace s Dickem a Jane navázala dramatem Julie (1977), za které získala svou první cenu BAFTA pro nejlepší herečku v hlavní roli, druhý Zlatý glóbus a třetí nominaci na Oscara. Brzy poté Fondová oznámila, že již bude točit pouze filmy zaměřující se na důležité společenské otázky, kvůli čemuž následně odmítla několik nabídek. V roce 1978 nakonec natočila válečné drama Návrat domů, za které obdržela svého druhého Oscara (film získal celkově tři Oscary) a většina kritiků opět chválila její výkony. Koncem 70. let si zahrála i v dalších úspěšných filmech jako Přijíždí jezdec (1978), Apartmá v Kalifornii (1978) nebo Čínský syndrom (1979), za který získala další cenu BAFTA a několik nominací. V závěru 70. let natočila také drama The Electric Horseman (1979), které se stalo jedenáctým nejvýdělečnějším filmem roku, načež ji magazín Motion Picture Herald prohlásil za nejvýnosnější hollywoodskou herečku.
Do 80. let vstoupila Jane Fondová komedií Od devíti do pěti (1980), ze které se stal obrovský kasovní trhák a stala se dokonce druhým nejvýdělečnějším filmem roku. O rok později se pokusila napravit svůj napjatý vztah se svým otcem, a proto koupila práva na filmovou adaptaci hry Na Zlatém jezeře. Ve stejnojmenném filmu se objevila kromě jejího otce Henryho Fondy také slavná herečka Katharine Hepburnová a všichni z trojice hlavních představitelů následně získali nominaci na Oscara (Henry Fonda i Katharine Hepburnová nominaci proměnili). Sošku pro svého otce nakonec převzala právě Jane Fondová, jelikož otec byl již nemocný a o pět měsíců později zemřel. Jane Fondová nadále pokračovala ve své herecké kariéře televizním filmem The Dollmaker (1984), za který posléze obdržela svou první cenu Emmy. O rok později si zahrála v krimi thrilleru Příští ráno (1986), kde ztvárnila postavu inspirovanou příběhem hollywoodské herečky Gail Russellové, která byla ve svých 36 letech nalezena předávkovaná ve svém bytě. Za tento snímek byla opět nominována na Oscara a dekádu završila vystoupením v dobrodružném filmu Přistěhovalec (1989) s Gregorym Peckem.

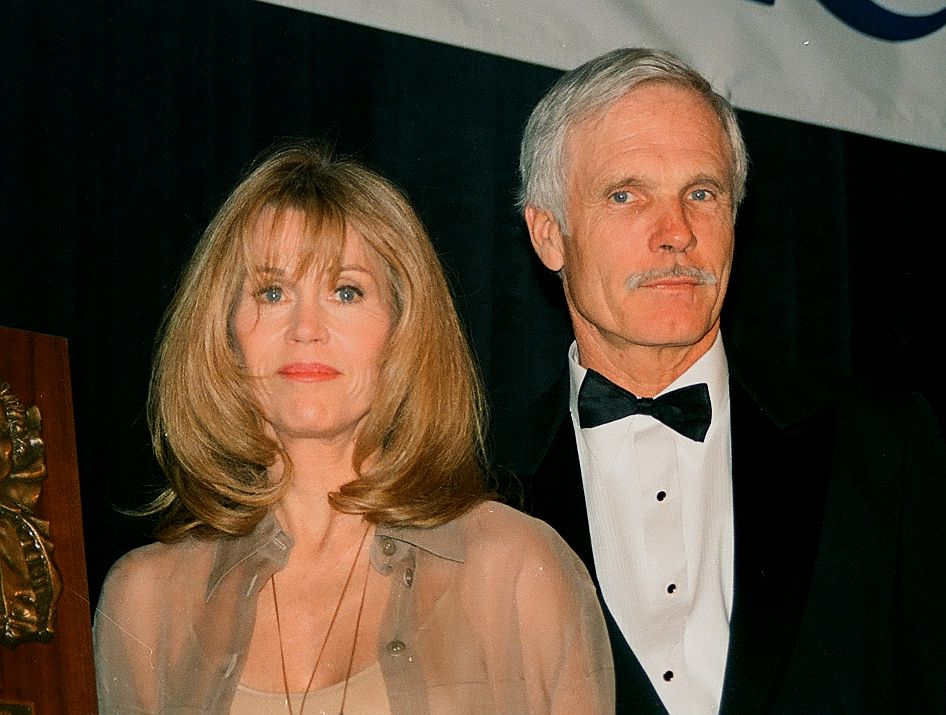
Jane Fondová s Tedem Turnerem v roce 2002.

### Přelom 20. a 21. století a pozdějši tvorba
Na počátku 90. let se objevila po boku Roberta De Nira v romantickém dramatu Stanley a Iris (1990), avšak snímek se nedočkal větší popularity a prodělal. Jane Fondová se nakonec na dalších 15 let ze showbyznysu stáhla, přičemž v roce 1991 vyhlásila ukončení své herecké kariéry. V roce 2005 se však k filmování vrátila a natočila velmi úspěšnou komedii Příšerná tchyně, kde se blýskla po boku Jennifer Lopez. O dva roky později si zahrála v hlavní roli v komediálním dramatu Vlastní pravidla (2007) a po dvou filmech v roce 2011 její kariéra nabrala opět na obrátkách. V roce 2009 se poprvé od roku 1963 také vrátila na Broadway, kde ztvárňovala roli Katherine Brandtové ve hře 33 Variations, která jí dokonce vynesla nominaci na cenu Tony.
V roce 2011 si po téměř 40 letech zahrála ve francouzsky mluveném filmu Co kdybychom žili společně? a ve stejném roce se po boku Catherine Keenerové objevila jako hippie babička v komedii Komuna mé matky. O rok později začala vystupovat v seriálu The Newsroom (2012–2014), kde zůstala po tři sezóny a získala dvě další nominace na cenu Emmy. V roce 2013 se objevila ve dramatu Komorník, kde ztvárnila bývalou první dámu Nancy Reaganovou, a následujícího roku se objevila v dalších dvou snímcích. V roce 2015 si zahrála ve filmu Mládí, za který byla opět nominována na Zlatý glóbus. Téhož roku se také objevila po boku Russella Crowea v dramatu Otcové a dcery.
V roce 2017 se společně s Robertem Redfordem objevila v romantickém dramatu Our Souls at Night (2017), které vzbudilo u kritiků ohlas. O rok později v kariéře pokračovala komediálním filmem Dámský klub (2018), který se stal kasovním trhákem. Od druhé dekády 21. století se Fondová začala častěji věnovat natáčení televizních seriálů jako například The Newsroom, Grace a Frankie nebo Stoner Cats a v roce 2014 se objevila také ve slavném seriálu Simpsonovi. 
Jane Fondová se stále věnuje své herecké kariéře a jejím posledním snímkem se prozatím stal muzikál This Is Me...Now z roku 2024.

## Aktivismus

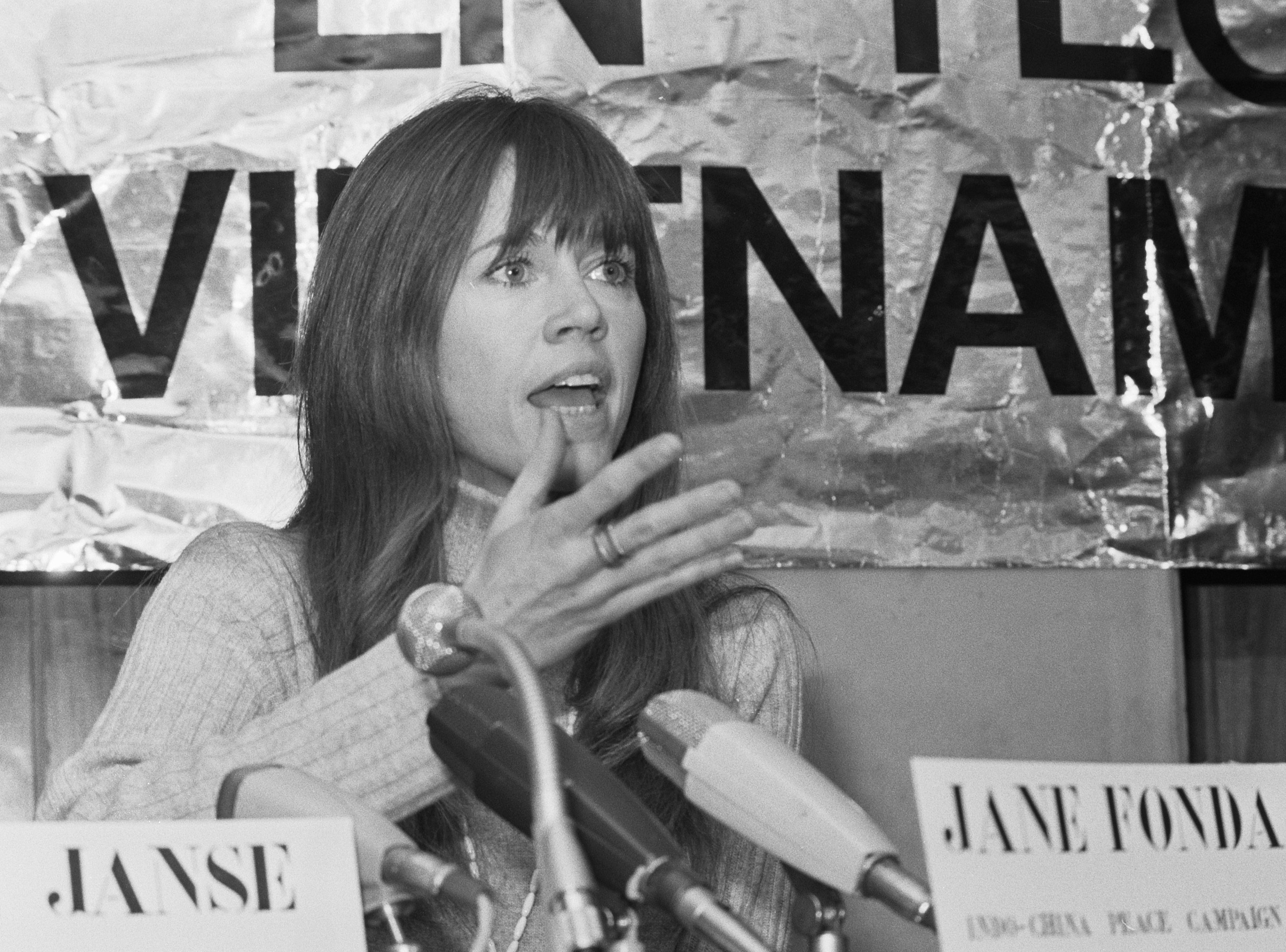
Jane Fondová na konferenci proti válce ve Vietnamu, Haag, leden 1975

### Odpor k válce ve Vietnamu
Jane Fondová jakožto aktivistka za lidská práva se v 60. letech stala členkou opozice proti válce ve Vietnamu, kterou vedly Spojené státy na straně Jižního Vietnamu proti Severnímu Vietnamu podporovanému Sovětským svazem. Během probíhající války vystoupila Fondová v roce 1970 například před shromážděním na univerzitě v Albuquerque, kde promluvila o právech amerických vojáků v zahraničí (GI). Ve stejném roce se vyslovila také na shromáždění organizace Vietnamští váleční veteráni proti válce (Vietnam Veterans Against the War), kde se nabídla, že organizaci pomůže získat finanční prostředky. Na podzim roku 1970 nakonec Fondová zahájila své turné po amerických univerzitách, během kterého získávala finanční prostředky pro organizaci. O rok později se společně s aktivistou Fredem Gardnerem a hercem Donaldem Sutherlandem vydala na protiválečné turné „Free The Army“, reagujícím na turné komika Boba Hopea, které Fondová popsala jako „politický vaudeville“.
Kromě spousty výstupů proti válce Jane Fondová také navštívila komunistický Severní Vietnam a snažila se informovat o situaci z pohledu druhé strany. V červenci 1972, kdy navštívila hlavní město Hanoj, byla mimo jiné svědkem amerického bombardování hrází, jejichž trosky následně fotografovala a zveřejnila své postřehy o situaci. Fejetonista Joseph Kraft, který se nacházel v Severním Vietnamu též, však akci popsal jako náhodné poškození a obvinil Hanoj, že využívá zničené hráze jako propagandu. I mnoho ostatních západních zpravodajů přesto hlásilo, že americké bombardování bylo provedeno záměrně a systematicky. Jane Fondová během svého dvoutýdenního turné po Severním Vietnamu navštívila spoustu vesnic, nemocnic, škol i továren zasažených bombardováním a své postřehy následně popisovala v rozhlasovém vysílání rádia Radio Hanoi, kde též často kritizovala americkou vojenskou strategii. Během turné navštívila i americké válečné zajatce a poté předala zprávy jejich rodinám. Po skončení války bylo zveřejněno mnoho příběhů o mučení válečných zajatců, což Fondová ihned napadla a prohlásila autory těchto příběhů za „pokrytce a lháře“. Zajatci, se kterými se tehdy Fondová setkala, tyto zvěsti taktéž popřeli, avšak následné šetření ukázalo, že se jmenovaní zajatci s Fondovou nikdy nesetkali.
Během války však Americkou veřejnost nejvíce pobouřila fotografie, kde Fondová sedí na severovietnamském protiletadlovém kanónu. Tato fotografie jí také vynesla přezdívku „Hanoi Jane“. Fondová se později po válce veřejně několikrát omluvila a uvedla, že incident cítí jako „zradu amerických vojenských sil a své země“. Cesty do Vietnamu však kromě oné fotografie nikdy nelitovala a v rozhovoru v roce 2005 své snažení komentovala: „Naše vláda nám lhala a muži kvůli tomu umírali a já měla pocit, že musím něco udělat. Odhalit lži a pomoci ukončit válku.“
| „                                                         | Snažila jsem se pomoci ukončit válku, ale byly chvíle, kdy jsem nepřemýšlela, a je mi velmi líto, že jsem americkým vojákům ublížila. Až do smrti budu litovat své fotografie na protiletadlovém dělu, která vypadá, jako bych se snažila střílet na americká letadla. Bolelo to tolik vojáků, vyvolalo to tolik odporu, byla to ta nejstrašnější věc, jakou jsem jen mohla udělat. Bylo to pouze neuvážené. | “ |
| — Jane Fondová v rozhovoru s Barbarou Waltersovou (1988). | |   |

Mnoho válečných veteránů však nehodlalo Fondové její aktivismus a protiválečné a protiamerické aktivity tolerovat a někteří zůstali rozhořčení i dlouho po válce. V roce 2005 jí při autogramiádě například bývalý námořník Michael A. Smith plivl do tváře žvýkací tabák a svůj čin komentoval jako „splacení čestného dluhu za sebe i ostatní veterány“. Po návratu ze Severního Vietnamu začala Jane Fondová v roce 1972 přispívat a organizovat Indočínskou mírovou organizaci (Indochina Peace Campaign), která se snažila mobilizovat protiválečné aktivisty v USA po Pařížských mírových dohodách v roce 1973 a působila až do roku 1975, kdy se americká vojska z Vietnamu stáhla.

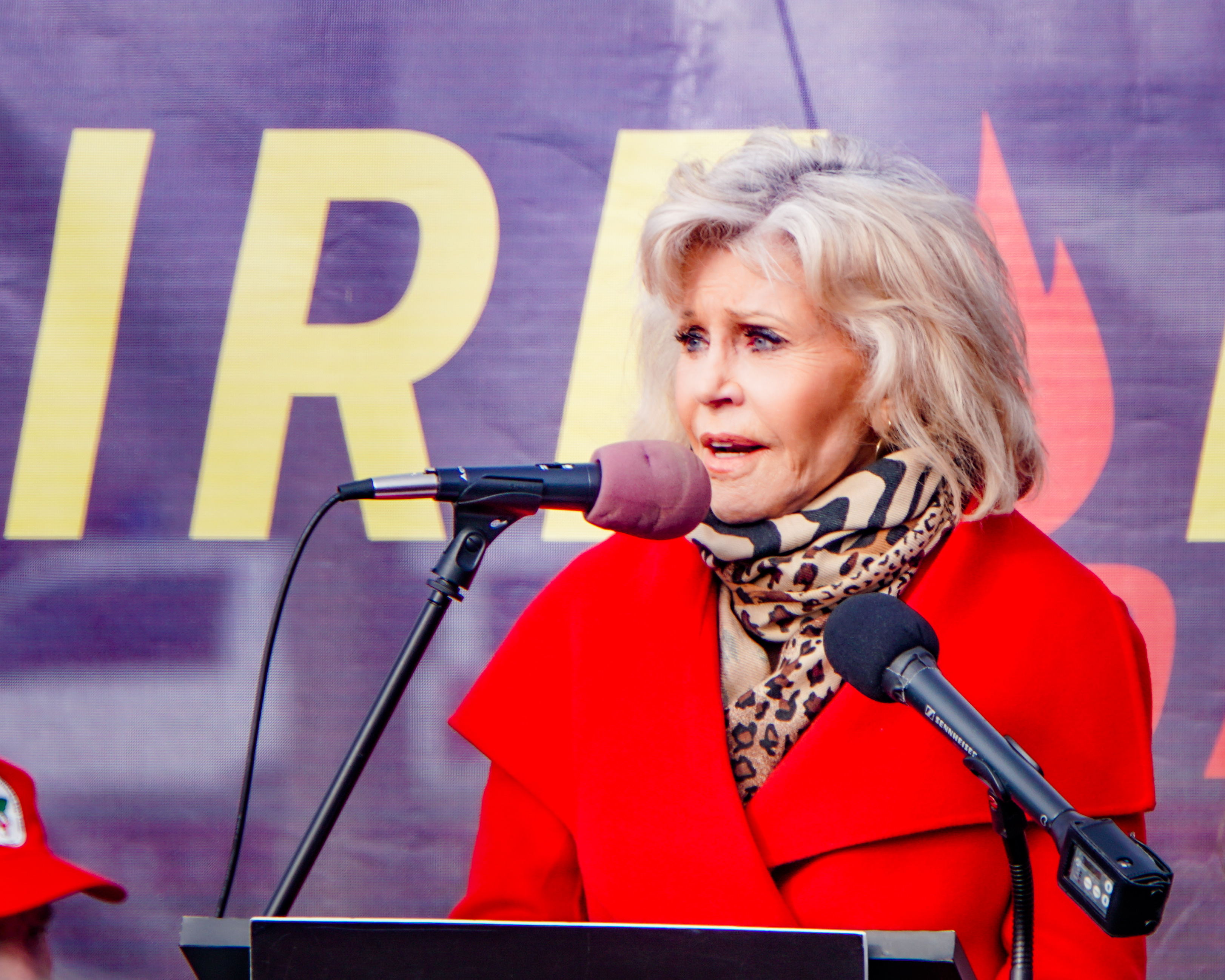
Jane Fondová na přednášce o klimatu v roce 2019.

### Další postoje a kauzy
Zatčení v roce 1970
Dne 2. listopadu 1970 byla Jane Fondová po návratu z protiválečné přednášky v Kanadě na mezinárodním letišti v Clevelandu zatčena pro podezření z pašování drog. V jejím zavazadle bylo nalezeno a zabaveno několik malých sáčků s prášky, a ačkoliv Fondová protestovala, že se jedná pouze o vitamíny, policie ji zajistila a následně byla propuštěna na kauci. Fondová později uvedla, že policejní důstojník jí údajně sdělil, že byla zatčena na přímý rozkaz prezidenta Richarda Nixona. Laboratorní testy nakonec potvrdily, že se skutečně jednalo o vitamíny, a obvinění vůči Fondové byla – bez větší pozornosti médií – stažena. Fotografie pořízená po zatčení, na které Fondová drží zatnutou pěst, se však následně stala široce publikovanou a později ji sama Fondová využila na několik svých projektů.
Izraelsko-palestinský konflikt
V prosinci 2002 navštívila Jane Fondová Izrael a Západní břeh Jordánu, kde se v rámci turné zaměřeného na zastavení násilí na ženách zúčastnila se členy hnutí Ženy v černém demonstrace proti izraelské okupaci Západního břehu Jordánu a Pásma Gazy. Později navštívila jeruzalémskou a ramallážskou nemocnici i palestinský uprchlický tábor. V roce 2009 se stala signatářkou dopisu proti Mezinárodnímu filmovému festivalu v Torontu v roce 2009, podporovanému izraelskou vládou, která se tak údajně snažila odvést pozornost od Izraelsko-palestinského konfliktu.
Válka v Iráku
V reakci na válku v Iráku (2003–2011) Fondová upozornila, že válka obrátila spoustu lidí po celém světě proti Spojeným státům a že globální nenávist k Americe by mohla mít za následek další teroristické útoky. V roce 2005 také naplánovala turné na následující rok, ale nakonec jej zrušila kvůli obavám z odvedení pozornosti od aktivistky Cindy Sheehanové. V roce 2007 se přesto zúčastnila protiválečných protestů ve Washingtonu.
Podpora domorodých Američanů
V roce 1970 odcestovala Jane Fondová do Seattlu, aby podpořila skupinu domorodých Američanů vedených Berniem Whitebearem, která se pokusila obsadit část bývalého armádního pozemku. Skupina se pokusila zajistit základnu, kde by následně zřídila služby pro místní početnou indiánskou populaci. Zároveň se také snažila protestovat proti utlačování a za nárok na část pozemku, který jim nakonec byl poskytnut. Fondová mezitím začala kritizovat i zdejší ropovody, které byly postaveny bez souhlasu domorodých Američanů na jejich původní půdě. V roce 2017 se k tomuto tématu opět vrátila v reakci na mandát Donalda Trumpa na obnovení výstavby dalších kontroverzních ropovodů.
Feministické aktivity

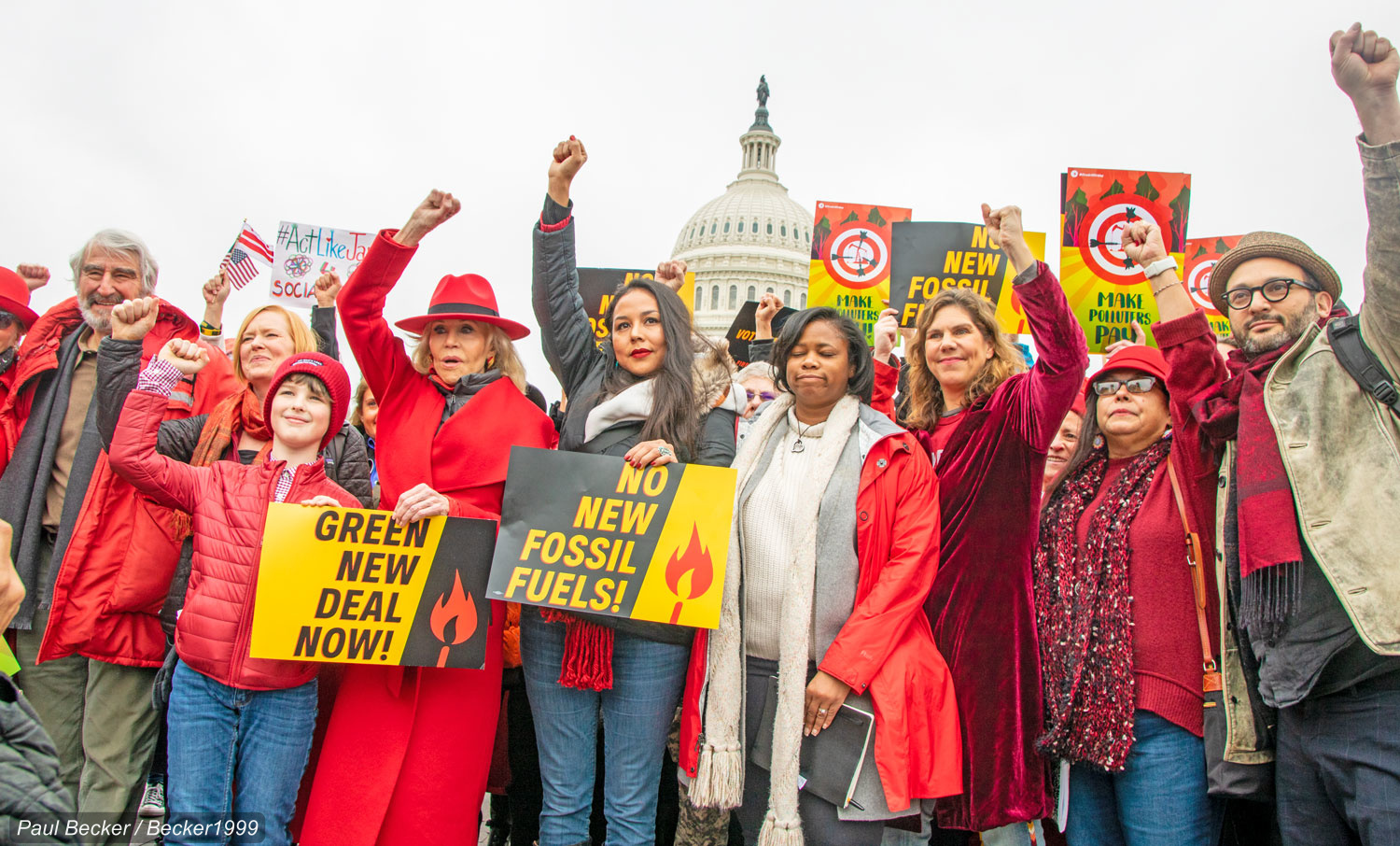
Jane Fondová na demonstraci před budovou Kapitolu v roce 2020.

- Jak Jane Fondová sama uvedla, aktivistkou za ženská práva se stala díky své těžké minulosti, kdy byla, jak uvedla v roce 2017 v rozhovoru pro časopis People, údajně sexuálně zneužívána.

- Fondová je též aktivní zastánkyní hnutí V-Day, které se snaží skoncovat s násilím na ženách.[63]
- V roce 2001 založila organizaci Jane Fonda Center for Adolescent Reproductive Health, jejímž cílem je pomáhat mladistvým předcházet těhotenství.[64]
- Dne 16. února 2004 Fondová vedla pochod přes mexické město Cuidad Juárez, kterým se pokusila upozornit mexickou vládu na poskytnutí prostředků na pomoc vyšetřování vražd stovek žen v místní oblasti.[65]
- V září 2006 zavítala do Švédska, kde před volbami podpořila novou politickou stranu Feministiskt initiativ.[66]

Environmentalistické aktivity
- V roce 2015 Fondová vyjádřila nesouhlas s povolením Baracka Obamy na průzkumné ropné vrty v Arktidě.
- V červenci téhož roku se v Torontu zúčastnila protestu za „pracovní místa, spravedlnost a klima“, který zorganizovalo několik neziskových organizací a aktivistů.
- Jane Fondová je velkou odpůrkyní ropného průmyslu a v roce 2017 například ostře kritizovala kanadského premiéra Justina Trudeaua, který nedodržel své sliby přednesené na klimatickém summitu v Paříži.[67]
- V říjnu 2019 byla Fondová společně s dalšími herci[68][69][70][71] kvůli klimatickým protestům u Kapitolu čtyřikrát zatčena ve čtyřech po sobě jdoucích týdnech.[72][68]
- V březnu 2022 spustila politický výbor Jane Fonda Climate PAC s cílem vytlačit politiky podporující využívání fosilních paliv.[73]

## Osobní život
Byla třikrát vdaná, z těchto manželství pochází dvě děti. Jejím prvním manželem byl režisér Roger Vadim, který Jane Fondovou představil v Evropě a televiznímu světu jako oslnivou blondýnku. Je otcem dcery Vanessy (* 1968). Jejím druhým manželem se stal politik Tom Hayden, se kterým má syna Troye. V roce 1991 se provdala za televizního magnáta Teda Turnera, jejich vztah skončil v roce 2001 rozvodem.
V roce 2022 oznámila, že jí byl diagnostikován non-Hodgkinův lymfom. V minulosti již prodělala rakovinu kůže a rakovinu prsu.

## Ocenění

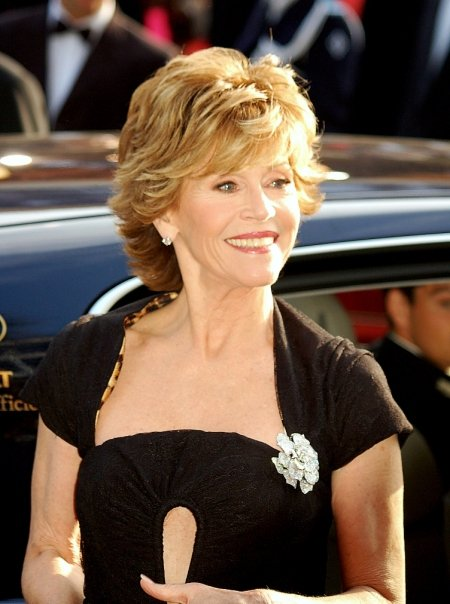
Jane Fondová na filmovém festivalu v Cannes v roce 2007

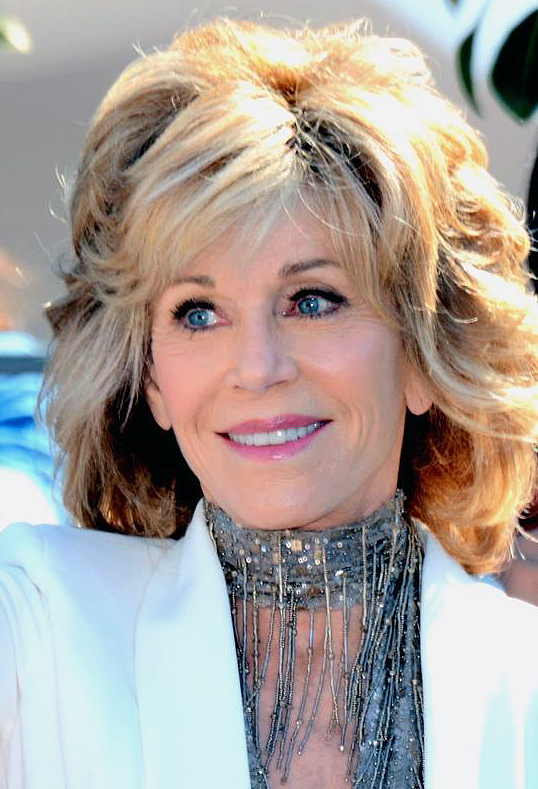
Jane Fondová na filmovém festivalu v Cannes v roce 2015

Výběr z ocenění podle filmových databází ČSFD a IMDb:
Cena Akademie (Academy Award)
- 1970 – Nejlepší herečka v hlavní roli (nominace za film Koně se také střílejí)
- 1972 – Nejlepší herečka v hlavní roli (výhra za film Klute)
- 1978 – Nejlepší herečka v hlavní roli (nominace za film Julie)
- 1979 – Nejlepší herečka v hlavní roli (výhra za film Návrat domů)
- 1980 – Nejlepší herečka v hlavní roli (nominace za film Čínský syndrom)
- 1982 – Nejlepší herečka ve vedlejší roli (nominace za film Na zlatém jezeře)
- 1987 – Nejlepší herečka v hlavní roli (nominace za film Příští ráno)

Zlatý glóbus (Golden Globe Award)
- 1962 – Nová hvězda roku (výhra)
- 1963 – Nejlepší herečka v komedii/muzikálu (nominace za film Period of Adjustment)
- 1966 – Nejlepší herečka v komedii/muzikálu (nominace za film Dívka ze Západu)
- 1967 – Nejlepší herečka v komedii/muzikálu (nominace za film Každou středu)
- 1970 – Nejlepší herečka v dramatu (nominace za film Koně se také střílejí)
- 1972 – Nejlepší herečka v dramatu (výhra za film Klute)
- 1978 – Nejlepší herečka v dramatu (výhra za film Julie)
- 1979 – Nejlepší herečka v dramatu (výhra za film Návrat domů)
- 1980 – Nejlepší herečka v dramatu (výhra za film Čínský syndrom)
- 1982 – Nejlepší herečka ve vedlejší roli (nominace za film Na zlatém jezeře)
- 1985 – Nejlepší herečka v minisérii nebo TV filmu (nominace za film The Dollmaker)
- 2016 – Nejlepší herečka ve vedlejší roli (nominace za film Mládí)
- 2021 – Cena Cecila B. DeMilla za celoživotní přínos filmu

Filmová cena Britské akademie (BAFTA)
- 1966 – Nejlepší zahraniční herečka (nominace za film Dívka ze Západu)
- 1968 – Nejlepší zahraniční herečka (nominace za film Bosé nohy v parku)
- 1971 – Nejlepší herečka v hlavní roli (nominace za film Koně se také střílejí)
- 1972 – Nejlepší herečka v hlavní roli (nominace za film Klute)
- 1979 – Nejlepší herečka v hlavní roli (výhra za film Julie)
- 1980 – Nejlepší herečka v hlavní roli (výhra za film Čínský syndrom)
- 1983 – Nejlepší herečka ve vedlejší roli (nominace za film Na zlatém jezeře)

Cena Kruhu newyorských filmových kritiků (New York Film Critics Circle Award)
- 1969 – Nejlepší herečka (výhra za film Koně se také střílejí)
- 1971 – Nejlepší herečka (výhra za film Klute)
- 1978 – Nejlepší herečka (nominace za film Návrat domů)

Cena Emmy (Primetime Emmy Award)
- 1984 – Nejlepší herečka v minisérii nebo televizním filmu (výhra za film The Dollmaker)
- 1995 – Nejlepší herečka v minisérii nebo televizním filmu (nominace za seriál A Century of Women)
- 2013 – Nejlepší herečka ve vedlejší roli v dramatickém seriálu (nominace za seriál The Newsroom)
- 2014 – Nejlepší herečka ve vedlejší roli v dramatickém seriálu (nominace za seriál The Newsroom)
- 2017 – Nejlepší herečka v komediálním seriálu (nominace za seriál Grace a Frankie)

Mezinárodní filmový festival Karlovy Vary
- 1986 – Nejlepší herečka (výhra za film Anežka boží)

## Filmografie

### Film
| Rok  | Název                       | Role                   | Režie                                      |
| ---- | --------------------------- | ---------------------- | ------------------------------------------ |
| 1960 | Tall Story                  | June Ryder             | Joshua Logan                               |
| 1962 | Walk on the Wild Side       | Kitty Twist            | Edward Dmytryk                             |
| 1962 | The Chapman Report          | Kathleen Barclay       | George Cukor                               |
| 1962 | Period of Adjustment        | Isabel Haverstick      | George Roy Hill                            |
| 1963 | In the Cool of the Day      | Christine Bonner       | Robert Stevens                             |
| 1963 | Sunday in New York          | Eileen Tyler           | Peter Tewksbury                            |
| 1964 | Kočky                       | Melinda                | René Clément                               |
| 1964 | La Ronde                    | Sophie                 | Roger Vadim                                |
| 1965 | Dívka ze Západu             | Catherine „Cat“ Ballou | Elliot Silverstein                         |
| 1966 | Štvanice                    | Anna Reeves            | Arthur Penn                                |
| 1966 | La Curée                    | Renee Saccard          | Roger Vadim                                |
| 1966 | Každou středu               | Ellen Gordon           | Robert Ellis Miller                        |
| 1967 | Když přichází noc           | Julie Ann Warren       | Otto Preminger                             |
| 1967 | Bosé nohy v parku           | Corie Bratter          | Gene Saks                                  |
| 1968 | Podivuhodné příběhy         | Contessa Frederica     | Federico Fellini, Louis Malle, Roger Vadim |
| 1968 | Barbarella                  | Barbarella             | Roger Vadim                                |
| 1969 | Koně se také střílejí       | Gloria Beatty          | Sydney Pollack                             |
| 1971 | Klute                       | Bree Daniels           | Alan Pakula                                |
| 1972 | Tout Va Bien                | Suzanne                | Jean-Luc Godard, Jean-Pierre Gorin         |
| 1973 | Steelyard Blues             | Iris Caine             | Alan Myerson                               |
| 1973 | Nora                        | Nora Helmer            | Joseph Losey                               |
| 1976 | Modrý pták                  | Noc                    | George Cukor                               |
| 1977 | Legrace s Dickem a Jane     | Jane Harper            | Ted Kotcheff                               |
| 1977 | Julie                       | Lillian Hellman        | Fred Zinnemann                             |
| 1978 | Návrat domů                 | Sally Hyde             | Hal Ashby                                  |
| 1978 | Přijíždí jezdec             | Ella Connors           | Alan Pakula                                |
| 1978 | Apartmá v Kalifornii        | Hannah Warren          | Herbert Ross                               |
| 1979 | Čínský syndrom              | Kimberly Wells         | James Bridges                              |
| 1979 | Elektrický jezdec           | Alice „Hallie“ Martin  | Sydney Pollack                             |
| 1980 | Od devíti do pěti           | Judy Bernly            | Colin Higgins                              |
| 1981 | Na Zlatém jezeře            | Chelsea Thayer Wayne   | Mark Rydell                                |
| 1981 | Bankovní převod             | Lee Winters            | Alan J. Pakula                             |
| 1985 | Anežka boží                 | Dr. Martha Livingston  | Norman Jewison                             |
| 1986 | Příští ráno                 | Alex Sternbergen       | Sidney Lumet                               |
| 1989 | Přistěhovalec               | Harriet Winslow        | Luis Puenzo                                |
| 1990 | Stanley a Iris              | Iris Estelle King      | Martin Ritt                                |
| 2005 | Příšerná tchyně             | Viola Fields           | Robert Luketic                             |
| 2007 | Vlastní pravidla            | Georgia Randall        | Garry Marshall                             |
| 2011 | Co kdybychom žili společně? | Jeanne                 | Stéphane Robelin                           |
| 2012 | Komuna mé matky             | Grace                  | Bruce Beresford                            |
| 2013 | Komorník                    | Nancy Reaganová        | Lee Daniels                                |
| 2014 | Co by kdyby                 | zákaznice v lékárně    | David Postmentier, Geoff Moore             |
| 2014 | Blondýna na předpis         | Hilary Altman          | Shawn Levy                                 |
| 2015 | Mládí                       | Brenda Morel           | Paolo Sorrentino                           |
| 2015 | Otcové a dcery              | Teddy Stanton          | Gabriele Muccino                           |
| 2017 | Our Souls at Night          | Addie Moore            | Ritesh Batra                               |
| 2018 | Dámský klub                 | Vivian                 | Bill Holderman                             |

### Televize
| Rok       | Název                          | Role                     | Poznámky                                            |
| --------- | ------------------------------ | ------------------------ | --------------------------------------------------- |
| 1961      | A String of Beads              | Gloria Winters           | TV film                                             |
| 1982      | 9 to 5                         | O'Neil                   | díl: „The Security Guard“                           |
| 1984      | The Dollmaker                  | Gertie Nevels            | TV film                                             |
| 2012–2014 | Newsroom                       | Leona Lansing            | 10 dílů                                             |
| 2014      | Simpsonovi                     | Maxine Lombardová (hlas) | díl: „Protiklady se přifrakují“                     |
| 2015–     | Grace a Frankie                | Grace Hanson             | 78 dílů; takové výkonná producentka                 |
| 2016      | Elena a tajemství Avaloru      | Shuriki (hlas)           | TV film                                             |
| 2017–     | Elena z Avaloru                | Shuriki (hlas)           | 10 dílů                                             |
| 2020      | Show Ellen DeGeneresové        | ona sama (host)          | díl: „January 17, 2020"                             |
| 2020      | Who Wants to Be a Millionaire? | ona sama (soutěžící)     | díl: „Nikki Glasser, Jane Fonda & Anthony Anderson" |
| 2020      | Make It Work!                  | ona sama                 | televizní pořad                                     |

## Galerie

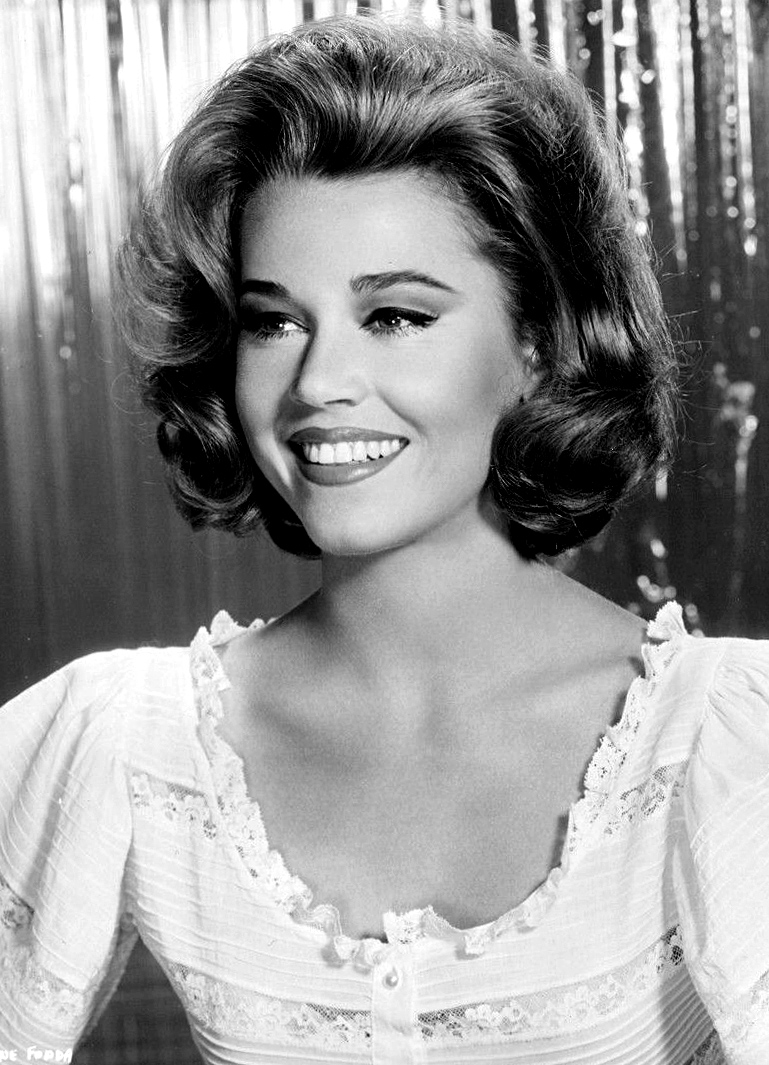
Jane Fondová, 1963
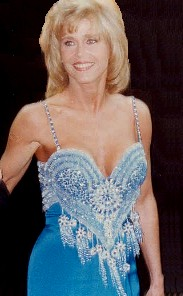
Jane Fondová, 1990
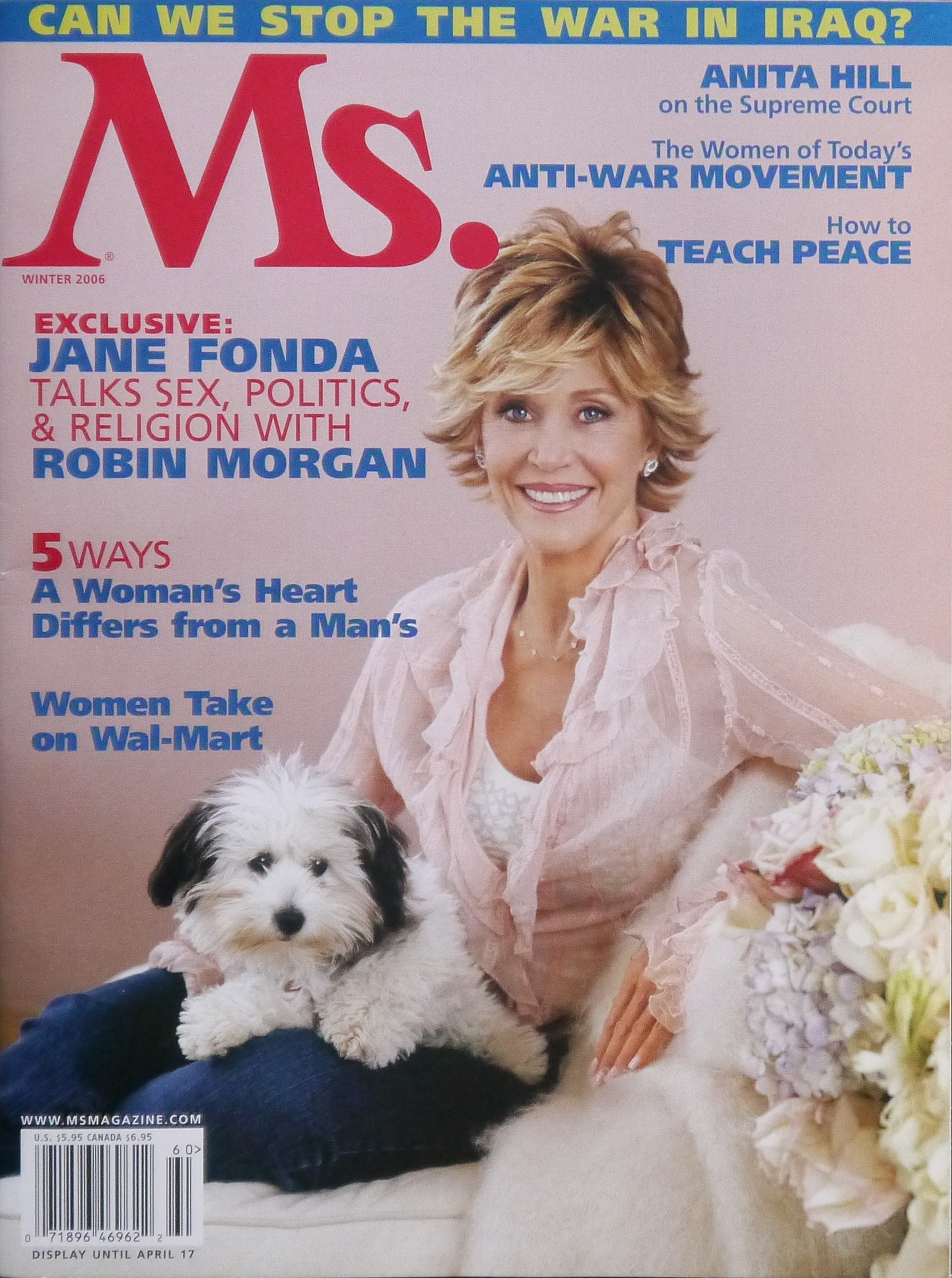
Jane Fondová, 2006
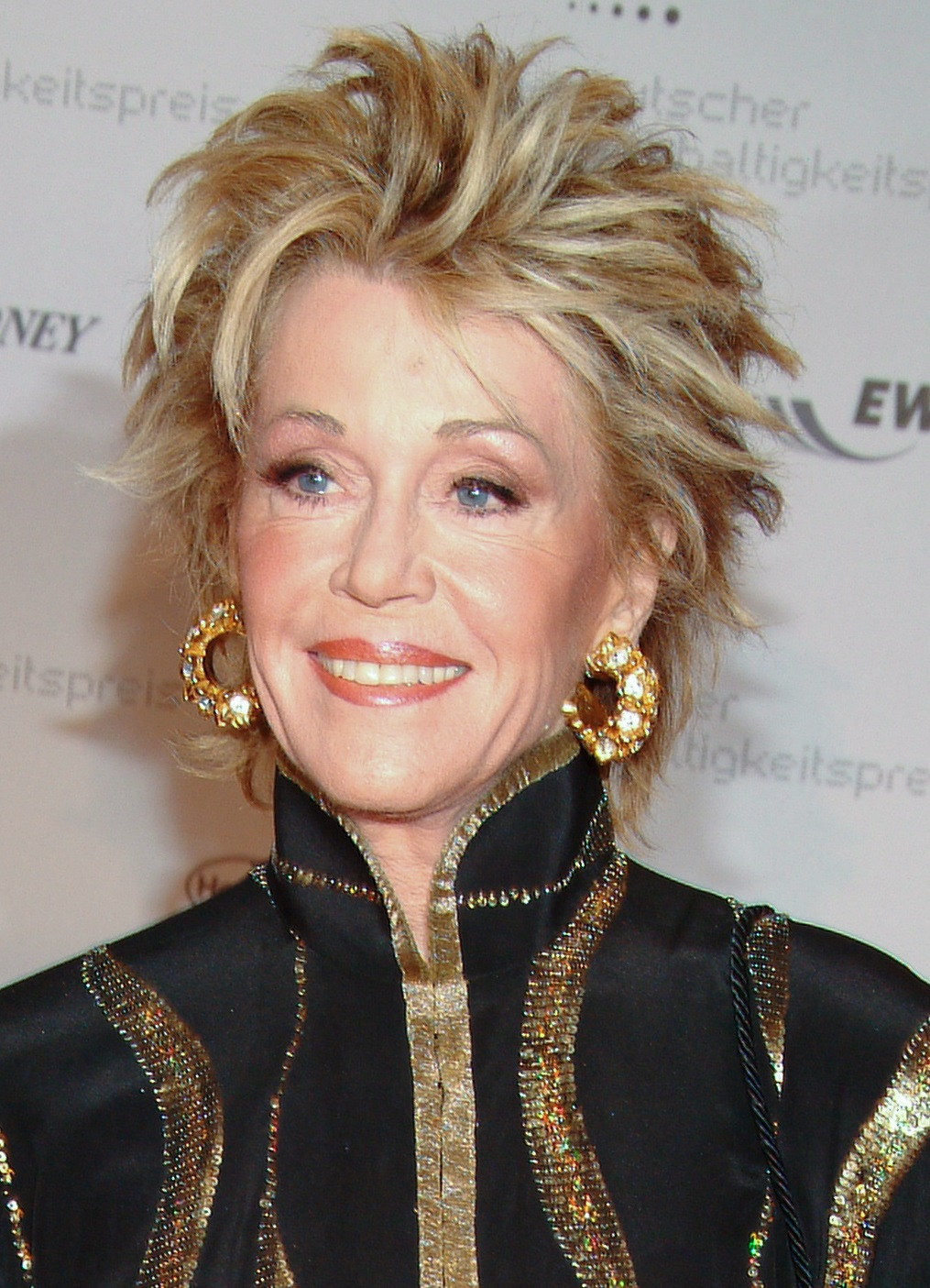
Jane Fondová, 2009
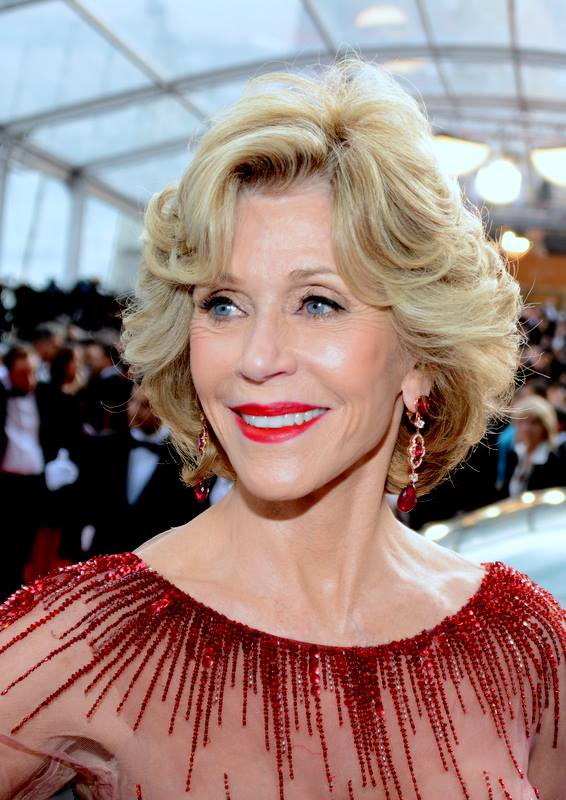
Jane Fondová, 2014